# Alessandro Piperno
Alessandro Piperno (Roma, 25 marzo 1972) è uno scrittore e critico letterario italiano.

## Biografia
Di origini ebraiche da parte di padre, dopo aver iniziato gli studi universitari a Pisa, si è laureato in Letteratura francese presso l'Università degli Studi di Roma Tor Vergata, dove ha insegnato a contratto la medesima materia ed è divenuto ricercatore dall'ottobre 2008. Nel 2000 ha pubblicato per FrancoAngeli il saggio critico Proust antiebreo, sulla figura di Marcel Proust. È redattore della rivista Nuovi Argomenti.
Nel 2005 ha pubblicato il suo primo romanzo, Con le peggiori intenzioni, con quasi 200 000 copie vendute in pochi mesi, che gli valse il premio Viareggio e il premio Campiello opera prima. Il romanzo narra le vicende di mezzo secolo della famiglia Sonnino e, in particolare, del suo membro più giovane, Daniel.
Nel 2010 ha pubblicato Persecuzione, prima parte di un dittico intitolato Il fuoco amico dei ricordi; la seconda parte, Inseparabili, è stata pubblicata nel 2012.
Nel 2016 ha pubblicato il suo quarto romanzo, Dove la storia finisce.
È il vincitore del Premio Strega 2012 con Inseparabili.
Da novembre 2020 è stato nominato direttore della collana editoriale I Meridiani.

## Opere

### Narrativa
Romanzi
- Con le peggiori intenzioni, Milano: Mondadori, 2005. ISBN 88-04-53802-3.
- Persecuzione: il fuoco amico dei ricordi, Collana Scrittori italiani e stranieri, Milano: Mondadori, 2010, ISBN 978-88-04-57373-9.
- Inseparabili: il fuoco amico dei ricordi, Collana Scrittori italiani e stranieri, Milano: Mondadori, 2012, ISBN 978-88-04-60880-6.
- Dove la storia finisce, Collana Scrittori italiani e stranieri, Milano, Mondadori: 2016, ISBN 978-88-04-66514-4.
- Di chi è la colpa, Collana Scrittori italiani e stranieri, Milano: Mondadori, 2021, ISBN 978-88-04-72261-8.
- Aria di famiglia, Collana Scrittori italiani e stranieri, Milano, Mondadori, 2024, EAN 9788804761549

Racconti
- La favola della vita vera, Milano: Corriere della Sera, 2007.

### Saggistica
- Proust antiebreo, Collana di Critica letteraria e Linguistica, Milano: FrancoAngeli, 2000, ISBN 88-464-1876-X.
- Il demone reazionario: sulle tracce del «Baudelaire» di Sartre, Collana Ingegni, Roma: Gaffi, 2007, ISBN 978-88-87803-84-6.
- Contro la memoria, Roma: Fandango libri, 2012, ISBN 978-88-6044-279-6.
- Pubblici infortuni, Collana Libellule, Milano: Mondadori, 2013, ISBN 978-88-04-62859-0.
- Il manifesto del libero lettore. Otto scrittori di cui non so fare a meno, Collana Scrittori italiani e stranieri, Milano: Mondadori, 2017, ISBN 978-88-04-67401-6.
- Una selva oscura e una camera da letto, in Alberto Casadei, Aldo Morace, Gino Ruozzi (a cura di), Se tu segui tua stella, non puoi fallire. I grandi narratori raccontano il loro Dante, Milano: BUR, 2021, pp. 104-122
- Proust senza tempo, Collana Scrittori italiani e stranieri, Milano, Mondadori, 2022, ISBN 978-88-047-4984-4.

Prefazioni e postfazioni
- Raffaele La Capria, Chiamiamolo Candido, Napoli: L'ancora del Mediterraneo, 2008
- Pietro Di Lorenzo, L'odore dei soldi. Piccola filosofia del denaro da Platone e Wall Street, Roma: Castelvecchi, 2008
- Giuseppe Iannaccone, Italo Svevo. Lo scrittore in fuga, Collana Piccole biografie, Roma: Portaparole, 2009
- Isaac Bashevis Singer, Il mago di Lublino, Milano: Longanesi, 2009
- Francis Scott Fitzgerald, Il grande Gatsby, Roma: Biblioteca di Repubblica, 2011
- Honoré de Balzac, Illusioni perdute, Milano: Mondadori, 2012
- Stendhal, La Certosa di Parma, Milano: Corriere della Sera, 2014
- Bernard Malamud, L'uomo di Kiev, Roma: minimum fax, 2014
- Giampiero Marzi, Gli oggetti di Flaubert, Roma: Empiria, 2017
- Claudio Bondì e Stefano Piperno, Perché ci siamo salvati, Marsilio, 2020.
- William Styron, La scelta di Sophie, Milano: Mondadori, 2020
- William Styron, Un'oscurità trasparente, Milano: Mondadori, 2021
- Albert Camus, La peste, Milano: Bompiani, 2021
- Nicola Chiaromonte, Credere e non credere, con postfazione di Raffaele Manica, Milano: Mondadori, 2023
- Kent Haruf, La strada di casa, Milano: Corriere della Sera, 2023